# Okaro White
Okaro White (* 13. August 1992 in Brooklyn, New York) ist ein US-amerikanischer Basketballspieler, der bei einer Körpergröße von 2,03 m auf der Position des Power Forwards eingesetzt wird.

## Karriere
Im Alter von zehn Jahren zog White mit seinen zwei älteren Geschwistern und Eltern nach Clearwater, Florida. Der zuvor an American Football und Leichtathletik interessierte Teenager wurde an seiner ortsansässigen High School vom Coach des Basketballteams an den Basketballsport herangeführt. Trotz anfänglicher Schwierigkeiten entwickelte sich White mit der Zeit zum Leader seines Teams und wurde in seinem Senior-Jahr von der St. Petersburg Times zum Pinellas County Player of the Year gekürt.
Ab 2010 bis 2014 spielte er College-Basketball an der Florida State University. In seinem letzten Jahr zählte er 13,2 Punkte und 6,6 Rebounds je Spiel. Nachdem er bei der NBA Draft 2014 unberücksichtigt geblieben war, spielte er zunächst für die Memphis Grizzlies in der NBA Summer League. Dort wurden Scouts von Virtus Bologna auf ihn aufmerksam, die ihn, nachdem ihm keine weitere NBA Franchise ein Angebot offerierte, um in der NBA spielen zu können, in die italienische Serie A lockten. In Bologna unterschrieb der Forward einen Einjahreskontrakt und begann somit seine professionelle Karriere nun in Europa. Zum Ende der Saison 2014/15 zählte er für Virtus 12,3 Punkte und 6,8 Rebounds je Spiel. Eine Erneuerung seines Vertrags lehnte White ab und folgte einer erneuten Einladung in die NBA Summer League, wo er einige Spiele für die Dallas Mavericks bestritt. Für die Saison 2015/16 entschied sich White in die griechische Basket League zu wechseln und unterschrieb bei Aris Saloniki. Mit dem Erstligisten nahm er ebenfalls am ULEB Eurocup teil. White zählte in jener Saison zu den herausragendsten Akteuren, nicht nur seiner Mannschaft, sondern der gesamten Liga. In insgesamt 36 Ligaspielen brachte er es auf 13,89 Punkte und 7,31 Rebounds je Spiel. Zum Ende der Saison wurde er in das Best Five Team gewählt und zum spektakulärsten Spieler der Saison gewählt.
Im Sommer 2016 versuchte sich White ein weiteres Mal in der Summerleague. Dort spielte er für die Orlando Magic und die Miami Heat. Letztere nahmen den Power Forward am 15. Juli 2016 unter Vertrag. Nach sechs Spielen in der Preseason und kurz vor Beginn der Saison 2016/17, wurde White von der Heat wieder entlassen. So versuchte er sich zunächst in der NBA D-League und kam bei der Sioux Falls Skyforce unter. Im Januar 2017 erwirkte die Heat das befristete Sonderrecht für die Verpflichtung eines 16. Spielers, welches durch die NBA erteilt wird, wenn die zur Verfügung stehenden Spieler im Roster die Grenze von 12 unterschreiten. So unterschrieb White am 17. Januar 2017 einen 10-Tages-Kontrakt bei der Heat. Dieser wurde ihm am 27. Januar 2017 um weitere zehn Tage verlängert. In diesem Zeitraum stand der Forward in zehn Spielen im Aufgebot der Heat, von denen er in neun zum Einsatz kam, um mit seinen Anteil dazu beizutragen, dass die Heat alle diese zehn Spiele gewinnen konnte. Am 6. Februar 2017 offerierte ihm die Heat einen neuen Vertrag der ihn bis zum Ende der folgenden Saison an sie binden würde. Um den benötigen Platz im Kader frei zu machen, wurde zuvor der Vertrag von Derrick Williams aufgelöst.
Anfang Februar 2018 wechselte White im Austausch für Luke Babbitt zu den Atlanta Hawks, die ihn jedoch folgend aus seinem Vertrag entlassen hatten und ihn freistellten. Als Free Agent unterschrieb White Mitte März 2018 einen 10 Tageskontrakt bei den Cleveland Cavaliers. Dieser wurde ihm folgend bis zum Ende der Saison verlängert. Im Sommer 2018 verbrachte White seine Saisonvorbereitung bei den San Antonio Spurs konnte sich allerdings nicht für einen Platz im Kader der Texaner empfehlen. Ende November 2018 wurde er von den Washington Wizards unter Vertrag genommen jedoch etwa einen Monat später wieder aus diesem entlassen.